# Vorwerk
Skupina Vorwerk je mezinárodní koncern s hlavním sídlem holdingové společnosti v německém Wuppertalu. Společnost se zaměřuje hlavně na výrobu a prodej produktů formou přímého prodeje v domácnostech zákazníků a nemá kamenné obchody. Prodej zajišťují obchodní zástupci.
V České republice společnost působí prostřednictvím dceřiné společnosti VORWERK CS k.s. a prodává zde vysavače „Kobold“ a kuchyňské přístroje „Thermomix“.
Včetně obchodních zástupců zaměstnává společnost celosvětově více než 600 000 lidí (stav 2009). V roce 2009 dosáhla společnost obratu necelých 2,3 miliardy EUR, z toho přímý prodej generoval 1,540 miliardy EUR.

## Historie
Komanditní společnost Vorwerk & Co. KG byla založena roku 1883 ve Wuppertalu.
Ve své činnosti se skupina Vorwerk zaměřuje již od roku 1930 na přímý prodej výrobků. Paleta produktů zahrnuje jak domácí spotřebiče (vysavače značky Kobold a kuchyňský robot Thermomix), tak také kosmetické produkty značky JAFRA. K rodinné firmě Vorwerk patří také bankovní skupina akf, továrna na výrobu koberců Vorwerk Carpets a jako sesterský podnik též skupina HECTAS.